# Michael Bennett (ciclista)
Michael John "Mick" Bennett (Birmingham, 8 de junho de 1949) é um ex-ciclista britânico que conquistou a medalha de bronze na perseguição por equipes nos Jogos Olímpicos de 1972 e 1976.